# Araeoncus
Araeoncus é um gênero de aranhas da família Linyphiidae descrito em.